# Villa Daziaro
Villa Daziaro è una residenza signorile di Pieve Tesino in provincia autonoma di Trento, singolare in Trentino per il suo stile eclettico.

## Storia
Fu fatta costruire nella seconda metà del XIX secolo da Giacomo Dallemule, che si era arricchito con dei negozi di stampe in Russia, Francia e Polonia con il fratello Giuseppe Daziaro.
Lo stile architettonico dell'edificio si ispira alle ville venete e agli edifici russi. Oltre alla villa di mattoni rossi, il complesso include due barchesse, l'abitazione del custode e una scuderia.
Attualmente di proprietà privata, la villa ha ospitato il XXX convegno degli Alpinisti Tridentini nel 1902. Ugo Ojetti cita la villa in una lettera alla moglie.